# Phytocoris dentatus
Phytocoris dentatus är en insektsart som beskrevs av Knight 1974. Phytocoris dentatus ingår i släktet Phytocoris och familjen ängsskinnbaggar. Inga underarter finns listade i Catalogue of Life.